# Берёзов, Владимир Прокофьевич
Владимир Прокофьевич Берёзов (12 декабря 1940, Махачкала, Дагестанская АССР, РСФСР, СССР — 5 марта 2024, Смоленск, Россия) — советский и российский государственный деятель, член Совета Федерации Федерального Собрания Российской Федерации от Смоленской области.

## Биография
Родился 12 декабря 1940 года. Окончил Военно-политическую академию им. В.И. Ленина. Награждён орденами Красной Звезды, «За службу Родине в Вооружённых Силах СССР» II и III степени, Почётной грамотой Совета Федерации.
Умер 5 марта 2024 года в возрасте 83 лет.

## Награды
- Орден Красной Звезды"[4][1].
- Ордена «За службу Родине в Вооруженных Силах СССР» II и III степеней[1].
- Грамота Государственной Думы РФ[4].